# Arda
Arda je starovilinski izraz za svet v Tolkienovi mitologiji.

## Zgodovina

### Stvaritev
Arda je bila ustvarjena iz ainulindalë, pesmi ajnurjev, ki jo je zložil Eru Ilúvatar. Nato je izbral dvanajst najmočnejših ajnur (od tedaj naprej so se imenovali valar) in jih skupaj z majar poslal na prazno Ardo, kjer so ustvarili Srednji svet in verjetno tudi ostale zahodne dežele.
Ker je Melkor, pokvarjeni vala, uničeval vse, kar so ustvarili, so se ostali valar odselili v deželo Aman, ki so jo zavarovali s skoraj neprehodnim morjem in visokimi gorovji.

## Geografija
Arda se v grobem deli na pet celin: Aman, Srednji svet, Harad, Temno deželo in Deželo sonca.
Arda se je skozi zgodovino geografsko spremenila trikrat: prvič po vojni vrnitve, ko se je del Srednjega sveta zaradi razdejanja bitke potopil, drugič po potopitvi Númenorja in tretjič po vzdigu Amana iz Arde, na katero so od tedaj naprej lahko našli pot le še vilini.